# César Villalón
César Villalón Rico (prononcé en espagnol : [ˈθesaɾ βiʝaˈlõn ˈriko]) est un homme politique espagnol né le 22 septembre 1949 à Valladolid. Il est membre du Parti populaire (PP).

## Biographie

### Vie privée et professionnelle
César Villalón Rico naît le 22 septembre 1949 à Valladolid. Il étudie la médecine à l'université de la ville, où il obtient une licence en chirurgie digestive. Il s'installe en 1981 à Barbastro, dans la province de Huesca, et exerce sa profession au sein de l'hôpital de la comarque.

### Débuts en politique
Il adhère en 1982 à l'Alliance populaire (AP). Il se présente aux élections générales anticipées du 28 juin 1986, occupant la troisième place sur la liste de l'AP dans la circonscription de Huesca, qui dispose de trois sièges au Congrès des députés.

### Député territorial puis national
Il postule un an plus tard aux élections aux Cortes d'Aragon du 10 juin 1987 dans la circonscription de Huesca, occupant de nouveau la troisième place pour dix-huit mandats à pourvoir. Élu député, il est porte-parole du groupe parlementaire de l'AP au sein de la commission de la Santé et des Affaires sociales et de la commission des Pétitions et des Droits humains.
Lors des élections générales anticipées du 29 octobre 1989, il est élu député de Huesca au Congrès des députés en occupant la première place de la liste du Parti populaire (PP). Il y siège pendant trois législatures et met un terme à sa carrière politique après que le PP l'a remplacé comme tête de liste dans la province de Huesca dans la perspective des élections générales du 12 mars 2000.